# Jake Ellenberger
Jacob Steven Ellenberger, né le 28 mars 1985 à Omaha dans le Nebraska, est un pratiquant professionnel de MMA américain. Il combat à l'Ultimate Fighting Championship dans la division poids welters. Il est aussi ceinture violette de jiu-jitsu brésilien.

## Parcours en arts martiaux mixtes

### Ultimate Fighting Championship
Jake Ellenberger affronte Rory MacDonald le 27 juillet 2013 en second combat principal de l'événement UFC on Fox 8.
Il ne réussit pas à casser la distance face à cet adversaire plus grand et se fait toucher à plusieurs reprises sur des jabs. Il perd alors par décision unanime.
Lors de la conférence de presse suivant la soirée, le manque d'engagement des deux hommes lors de ce combat et « le piètre spectacle offert au public » est vivement critiqué par le président de l'organisation, Dana White,.
Ellenberger est ensuite programmé pour affronter le dernier champion des poids mi-moyens du Strikeforce, Tarec Saffiedine, le 26 avril 2014 lors de l'UFC 172.
Ce combat, précédemment prévu pour le 4 janvier lors de l'UFC Fight Night 34, avait du être repoussé à cause d'une blessure subi à l’entrainement par l'Américain.
Cette fois-ci, c'est une blessure de Saffiedine qui annule le match fin mars. Ellenberger effectuera alors son retour face à Robbie Lawler le 24 mai 2014 lors de l'UFC 173 à Las Vegas

## Palmarès en arts martiaux mixtes
| 46 combats     | 31 victoires | 15 défaites |
| Par KO         | 21           | 7           |
| Par soumission | 4            | 2           |
| Sur décision   | 6            | 6           |

| Résultat | Record | Adversaire           | Méthode                                        | Événement                                                       | Date              | Round | Temps | Lieu                                        | Notes                         |
| -------- | ------ | -------------------- | ---------------------------------------------- | --------------------------------------------------------------- | ----------------- | ----- | ----- | ------------------------------------------- | ----------------------------- |
| Défaite  | 31-15  | Bryan Barberena      | TKO (poings)                                   | UFC Fight Night 135 - Gaethje vs. Vick                          | 25 août 2018      | 1     | 2:26  | Lincoln, Nebraska, États-Unis               |                               |
| Défaite  | 31-14  | Ben Saunders         | KO (genou sur le corps)                        | UFC Fight Night 131 - Rivera vs. Moraes                         | 1er juin 2018     | 1     | 1:56  | Utica, New York, États-Unis                 |                               |
| Défaite  | 31-12  | Mike Perry           | KO (épaule)                                    | UFC Fight Night 108 - Swanson vs. Lobov                         | 22 avril 2017     | 2     | 1:05  | Nashville, Tennessee, États-Unis            |                               |
| Défaite  | 31-12  | Jorge Masvidal       | TKO (poings)                                   | UFC - The Ultimate Fighter 24 Finale                            | 3 décembre 2016   | 1     | 4:05  | Las Vegas, Nevada, États-Unis               |                               |
| Victoire | 31-11  | Matt Brown           | TKO (coup de pied au ventre et coups de poing) | UFC 201: Lawler vs. Woodley                                     | 30 juillet 2016   | 1     | 1:46  | Atlanta, Georgie, États-Unis                | Performance de la soirée.     |
| Défaite  | 30-11  | Tarec Saffiedine     | Décision unanime                               | UFC on Fox: Johnson vs. Bader                                   | 30 janvier 2016   | 3     | 5:00  | Newark, New Jersey, États-Unis              |                               |
| Défaite  | 30-10  | Stephen Thompson     | KO (coup de pied retourné circulaire)          | The Ultimate Fighter: American Top Team vs. Blackzilians Finale | 12 juillet 2015   | 1     | 4:29  | Las Vegas, Nevada, États-Unis               |                               |
| Victoire | 30-9   | Josh Koscheck        | Soumission (north-south choke)                 | UFC 184: Rousey vs. Zingano                                     | 28 février 2015   | 2     | 4:20  | Los Angeles, Californie, États-Unis         | Performance de la soirée.     |
| Défaite  | 29-9   | Kelvin Gastelum      | Soumission (étranglement arrière)              | UFC 180: Werdum vs. Hunt                                        | 15 novembre 2014  | 1     | 4:46  | Mexico, Mexique                             |                               |
| Défaite  | 29-8   | Robbie Lawler        | TKO (coup de genou et coups de poing)          | UFC 173: Barão vs. Dillashaw                                    | 24 mai 2014       | 3     | 3:06  | Las Vegas, Nevada, États-Unis               |                               |
| Défaite  | 29-7   | Rory MacDonald       | Décision unanime                               | UFC on Fox: Johnson vs. Moraga                                  | 27 juillet 2013   | 3     | 5:00  | Seattle, Washington, États-Unis             |                               |
| Victoire | 29-6   | Nate Marquardt       | KO (coups de poing)                            | UFC 158: St-Pierre vs. Diaz                                     | 16 mars 2013      | 1     | 3:00  | Montréal, Québec, Canada                    | KO de la soirée.              |
| Victoire | 28-6   | Jay Hieron           | Décision unanime                               | UFC on FX: Browne vs. Bigfoot                                   | 5 octobre 2012    | 3     | 5:00  | Minneapolis, Minnesota, États-Unis          |                               |
| Défaite  | 27-6   | Martin Kampmann      | KO (coup de genou)                             | The Ultimate Fighter: Live Finale                               | 1er juin 2012     | 2     | 1:40  | Las Vegas, Nevada, États-Unis               |                               |
| Victoire | 27-5   | Diego Sanchez        | Décision unanime                               | UFC on Fuel TV: Sanchez vs. Ellenberger                         | 15 février 2012   | 3     | 5:00  | Omaha, Nebraska, États-Unis                 | Combat de la soirée.          |
| Victoire | 26-5   | Jake Shields         | TKO (coup de genou et coups de poing)          | UFC Fight Night: Shields vs. Ellenberger                        | 17 septembre 2011 | 1     | 0:53  | La Nouvelle-Orléans, Louisiane, États-Unis  | KO de la soirée.              |
| Victoire | 25-5   | Sean Pierson         | KO (coup de poing)                             | UFC 129: St-Pierre vs. Shields                                  | 30 avril 2011     | 1     | 2:42  | Toronto, Ontario, Canada                    |                               |
| Victoire | 24-5   | Carlos Eduardo Rocha | Décision partagée                              | UFC 126: Silva vs. Belfort                                      | 5 février 2011    | 3     | 5:00  | Las Vegas, Nevada, États-Unis               |                               |
| Victoire | 23-5   | John Howard          | TKO (arrêt du médecin)                         | UFC Live: Jones vs. Matyushenko                                 | 1er août 2010     | 3     | 2:21  | San Diego, Californie, États-Unis           |                               |
| Victoire | 22-5   | Mike Pyle            | TKO (coups de poing)                           | UFC 108: Evans vs. Silva                                        | 2 janvier 2010    | 2     | 0:22  | Las Vegas, Nevada, États-Unis               |                               |
| Défaite  | 21-5   | Carlos Condit        | Décision partagée                              | UFC Fight Night: Diaz vs. Guillard                              | 16 septembre 2009 | 3     | 5:00  | Oklahoma City, Oklahoma, États-Unis         | Début à l'UFC.                |
| Victoire | 21-4   | Marcelo Alfaya       | KO (coup de poing)                             | Bellator 11                                                     | 12 juin 2009      | 1     | 0:42  | Uncasville, Connectictut, États-Unis        | Catchweight à 175 lb (80 kg). |
| Victoire | 20-4   | Brendan Seguin       | Décision unanime                               | VFC 27: Mayhem                                                  | 1er mai 2009      | 3     | 5:00  | Council Bluffs, Iowa, États-Unis            |                               |
| Victoire | 19-4   | Doo Won Seo          | TKO (arrêt du médecin)                         | M-1 Challenge 6: Korea                                          | 2 août 2008       | 2     | 3:04  | Séoul, Corée du Sud                         |                               |
| Victoire | 18-4   | Farouk Lakebir       | Décision majoritaire                           | M-1 Challenge 5: Japan                                          | 17 juillet 2008   | 2     | 5:00  | Tokyo, Japon                                |                               |
| Défaite  | 17-4   | Rick Story           | Décision unanime                               | SF 23: Heated Rivals                                            | 20 juin 2008      | 3     | 5:00  | Portland, Oregon, États-Unis                |                               |
| Victoire | 17-3   | Pat Healy            | Décision unanime                               | IFL: Las Vegas                                                  | 29 février 2008   | 3     | 4:00  | Las Vegas, Nevada, États-Unis               |                               |
| Victoire | 16-3   | José Landi-Jons      | KO (coup de poing)                             | EFC 5: Revolution                                               | 3 novembre 2007   | 1     | 0:09  | Prince George, Colombie-Britannique, Canada |                               |
| Défaite  | 15-3   | Delson Heleno        | Soumission (clé de bras)                       | IFL: 2007 Team Championship Final                               | 20 septembre 2007 | 2     | 3:45  | Hollywood, Floride, États-Unis              |                               |
| Victoire | 15-2   | Zach Light           | TKO (coups de poing)                           | Bodog Fight: Costa Rica Combat                                  | 16 février 2007   | 1     | 3:51  | San José, Costa Rica                        |                               |
| Victoire | 14-2   | Ben Uker             | TKO (coups de poing)                           | IFL: Championship Final                                         | 29 décembre 2006  | 2     | 1:44  | Uncasville, Connectictut, États-Unis        | Combat en poids moyens        |
| Défaite  | 13-2   | Derrick Noble        | Décision unanime                               | Bodog Fight: Clash of the Nations                               | 16 décembre 2006  | 3     | 5:00  | Saint-Pétersbourg, Russie                   |                               |
| Victoire | 13-1   | Ryan Stout           | TKO (coups de poing)                           | IFC: Rumble on the River 2                                      | 10 novembre 2006  | 2     | 4:06  | Kearney, Nebraska, États-Unis               |                               |
| Défaite  | 12-1   | Jay Hieron           | Décision unanime                               | IFL: Championship 2006                                          | 3 juin 2006       | 3     | 4:00  | Atlantic City, New Jersey, États-Unis       |                               |
| Victoire | 12-0   | Gil Castillo         | TKO (coups de poing)                           | IFC: Caged Combat                                               | 1er avril 2006    | 1     | 1:30  | Sacramento, Californie, États-Unis          |                               |
| Victoire | 11-0   | Kenneth Allen        | Soumission (clé de bras)                       | IFC: Rumble on the River                                        | 11 mars 2006      | 1     | N/A   | Kearney, Nebraska, États-Unis               |                               |
| Victoire | 10-0   | Mark Bear            | TKO (coupure)                                  | VFC 12: Warpath                                                 | 25 février 2006   | 2     | N/A   | Council Bluffs, Iowa, États-Unis            |                               |
| Victoire | 9-0    | Laverne Clark        | Soumission (étranglement en triangle)          | KOTC 64: Raging Bull                                            | 16 décembre 2005  | 2     | 3:06  | Cleveland, Ohio, États-Unis                 |                               |
| Victoire | 8-0    | Sean Huffman         | Soumission (coups de poing)                    | VFC 11: Demolition                                              | 3 décembre 2005   | 3     | 0:22  | Council Bluffs, Iowa, États-Unis            |                               |
| Victoire | 7-0    | Brian Daley          | TKO (coups de poing)                           | AFC 4: New Hitter                                               | 18 novembre 2005  | 1     | 1:31  | Omaha, Nebraska, États-Unis                 |                               |
| Victoire | 6-0    | Evan Boemer          | TKO (coups de poing)                           | Extreme Challenge 65                                            | 21 octobre 2005   | 1     | 0:48  | Medina, Minnesota, États-Unis               |                               |
| Victoire | 5-0    | Brent Shepard        | KO (coup de poing)                             | AFC 3: Impact                                                   | 24 septembre 2005 | 1     | N/A   | Omaha, Nebraska, États-Unis                 |                               |
| Victoire | 4-0    | Deryck Ripley        | Soumission (coups de poing)                    | VFC 10: Championship X                                          | 6 août 2005       | 1     | 1:41  | Council Bluffs, Iowa, États-Unis            |                               |
| Victoire | 3-0    | Brad Fox             | TKO (coups de poing)                           | ROF 17: Unstoppable                                             | 18 juin 2005      | 2     | 2:15  | Castle Rock, Colorado, États-Unis           |                               |
| Victoire | 2-0    | Cory Simpson         | Soumission (étranglement)                      | XKK: Des Moines                                                 | 20 mai 2005       | 3     | N/A   | Des Moines, Iowa, États-Unis                |                               |
| Victoire | 1-0    | Cameron Wells        | TKO (coups de poing)                           | AFC 1: Takedown                                                 | 9 avril 2005      | 1     | N/A   | Omaha, Nebraska, États-Unis                 |                               |